# Geoffray Toyes
Geoffray Toyes (Bordeaux, 18 mei 1973) is een voormalig Franse voetballer (verdediger). Gedurende zijn carrière speelde hij voor Bordeaux, FC Metz, AS Nancy, RAA Louviéroise, Excelsior Moeskroen en FC Brussels. Hij nam met Frankrijk deel aan de Olympische Spelen van 1996 in Atlanta, Verenigde Staten.
1 Letizi ·
2 Djetou ·
3 Bonnissel ·
4 Laville ·
5 Moreau ·
7 Makélélé ·
8 Dhorasoo ·
9 Maurice ·
10 Sibierski ·
11 Pirès ·
12 Toyes ·
13 Candela ·
14 Dacourt ·
15 Vairelles ·
16 Fernández · 
17 Wiltord ·
18 Legwinski ·
18 Dieng ·
Coach: Domenech